# Pleurosticta
Pleurosticta  Petr. (wabnica) – rodzaj grzybów z rodziny Parmeliaceae. Znane są dwa gatunki, w Polsce występuje jeden. Ze względu na współżycie z glonami zaliczany jest do grupy porostów.

## Systematyka i nazewnictwo
Pozycja w klasyfikacji według Index Fungorum: Parmeliaceae, Lecanorales, Lecanoromycetidae, Lecanoromycetes, Pezizomycotina, Ascomycota, Fungi.
Nazwa polska według W. Fałtynowicza.

## Gatunki
- Pleurosticta acetabulum (Neck.) Elix & Lumbsch 1988 – wabnica kielichowata
- Pleurosticta koflerae (Clauzade & Poelt) Elix & Lumbsch 1988

Nazwy naukowe na podstawie Index Fungorum. Nazwa polska według W. Fałtynowicza.